# أحمد علي (كاتب)
أحمد علي (الأردية: احمد علی؛ 1 تموز 1910 - 14 كانون الثاني 1994 م) كان روائيًا وشاعرًا وناقدًا ومترجمًا ودبلوماسيًا وباحثًا باكستانيًا. رائد في القصة القصيرة الأردية الحديثة، تشمل أعماله مجموعات القصص القصيرة: الجمر (كتاب)، 1932؛ هماري غالي (طريقنا)، 1940؛ قايد خانه (السجن) 1942؛ و "ماوت سي بيهلي" (قبل الموت)، 1945. تشمل كتاباته الأخرى رواية الشفق في دلهي (1940)، وهي أول رواية له باللغة الإنجليزية.

## روابط خارجية
- يتضمن القرآن الكريم على الإنترنت ترجمة القرآن الكريم بقلم أحمد علي.
- الشفق في دلهي – رواية لأحمد علي على موقع جوجل بوكس